# 1449 Virtanen
Virtanen (asteróide 1449) é um asteróide da cintura principal, a 1,9062203 UA. Possui uma excentricidade de 0,1423314 e um período orbital de 1 210,25 dias (3,32 anos).
Virtanen tem uma velocidade orbital média de 19,97864222 km/s e uma inclinação de 6,63863º.
Esse asteróide foi descoberto em 20 de Fevereiro de 1938 por Yrjö Väisälä.